# Hugbert (Bayern)
Hugbert (auch Hucbert, Hucperth; † 736) aus der Familie der Agilolfinger war in den Jahren von 724 bis 736 Herzog der Bajuwaren in Baiern und der letzte Agnat der Agilolfinger.

## Leben
Hugbert war der Sohn des bairischen Herzogs Theudebert und der Regintrud, die wiederum als eine Tochter des Seneschalls und Pfalzgrafen Hugobert aus der Familie der Hugobertiner und der Irmina von Oeren abstammte.
Nach dem Tod von Hugberts Vater entstand Uneinigkeit über die Nachfolge. Karl Martell versuchte, daraus Nutzen zu ziehen und das unbotmäßige Herzogtum stärker in den Griff zu bekommen. Hugbert sah sich gezwungen, Teile seines Herzogtums preiszugeben, und eine Zeit lang wurden bairische Gesetze im Namen des Merowingerkönigs Theuderich IV. (König 721–737) erlassen.
Hugbert setzte den Plan seines Vorgängers in die Tat um, eine unabhängige bairische Kirche zu schaffen, indem er Bonifatius zur Christianisierung des Landes einsetzte und den Missionarsbischof Korbinian nach Freising zurückholte. Hugbert hat das Salzburger Peterskloster durch Schenkungen im Rottachgau mit wirtschaftlichen und herrschaftlichen Aufhaben betraut und die Gründung eines adeligen Eigenklosters in Rotthalmünster unterstützt. Ein Wilhelm (Uuillihelm) hat dort eine Zelle für Nonnen errichtet, die aus dem Nonnbergkloster gekommen sein müssten. Der Wilhelm hat an die Marien- und Michaelskirche des Klosters seinen Erbbesitz tradiert, was unter Odilo nochmals bestätigt werden musste. Zur Konsolidierung seiner Macht hat auch eine Grenzbegehung durch potestativi viri und den nobilis vir Madelhelm eines größeren Forstes an der Salzach beigetragen, das den Albina gehört hat; hierbei begegnen erstmals in den schriftlichen Quellen  Angehörige einer Oberschicht, die als Adelige bezeichnet werden. Hugbert hat auch Schenkungen an die Kirche des heiligen Stephans in Passau (drei Mansen in Ering und 15 mansae dominicales zu Kirchham) vorgenommen, ebenso an das Bistum Regensburg.